# 青森市立滝内小学校
青森市立滝内小学校（あおもりしりつ たきうちしょうがっこう）は青森県青森市にあった公立小学校。

## 概要
- 本校は、旧滝内村沖館地区を学区としていたが、三内小学校との統合により、廃校となった。

## 沿革
- 1886年（明治19年）12月20日 - 沖館簡易小学校より、分離独立し、三内尋常小学校として開校。
- 1927年（昭和2年） - 滝内尋常小学校に改称。
- 1941年（昭和16年）4月1日 - 国民学校令により、滝内国民学校に改称。
- 1947年（昭和22年）4月1日 - 学校教育法（旧法）施行により、青森市立滝内小学校に改称。
- 1969年（昭和44年）3月31日 - 三内小学校へ統合されたことにより、閉校。ただし、校舎はこの時点では統合せず、三内小学校滝内校舎として存続（名目上の廃校）。
- 1970年（昭和45年）1月21日 - 三内小学校新校舎完成により、滝内校舎の児童を収容。これをもって名実ともに完全閉校。

## 参考資料
- 「学校沿革 小学校 三内小学校」『青森県教育史 別巻』青森県教育委員会、1973年12月20日、706頁。ASIN B000J7JCJY。
- 「学校沿革 （一）小学校 三内小学校」『「新青森市史」 別編教育（別巻）年表・学校沿革』青森市、2000年3月、164頁。ASIN B000J7JCJY。